# Gros Morne de Gueule Rouge
Pour les articles homonymes, voir Gros Morne (homonymie).
Le Gros Morne de Gueule Rouge est un sommet montagneux de l'île de La Réunion, un département d'outre-mer français dans le sud-ouest de l'océan Indien. Il culmine à 1 302 mètres dans le sud-est du cirque naturel de Cilaos et de la commune du même nom. Le tunnel de Gueule Rouge, un tunnel routier à une voie, en traverse le nord-est en permettant le passage de la route nationale 5.